# Veľká Ves
Veľká Ves – wieś (obec) na Słowacji położona w kraju bańskobystrzyckim, w powiecie Poltár. Pierwsze wzmianki o miejscowości pochodzą z roku 1335.
Według danych z dnia 31 grudnia 2012, wieś zamieszkiwało 456 osób, w tym 244 kobiety i 212 mężczyzn.
W 2001 roku pod względem narodowości i przynależności etnicznej 98,62% mieszkańców stanowili Słowacy, a 0,92% Węgrzy.
Ze względu na wyznawaną religię struktura mieszkańców kształtowała się w 2001 roku następująco:
- Katolicy rzymscy – 59,17%
- Grekokatolicy – 0,46%
- Ewangelicy – 28,9%
- Ateiści – 8,26%
- Nie podano – 2,98%